# Rovena Stefa
Rovena Stefa (Fier, 27 april 1979) is een Albanese popzangeres, actrice, singer-songwriter en modeontwerper.

## Biografie
Stefa werd in 1979 geboren in Fier. Reeds op jonge leeftijd stortte ze zich op haar muziek. In 1996 won Stefa de prijs voor de beste vertolking van het lied I am the image (in duet met Heriot Long).
In 2002 volgde haar internationale doorbraak met haar album Bie dëborë. Dit album kende grote successen in Italië, Griekenland, Noord-Macedonië, Kosovo, Zwitserland, Zweden, Denemarken, Noorwegen, het Verenigd Koninkrijk en België. Ze tourde doorheen deze landen en het nummer Më bën magji groeide uit tot een hit. Haar grote doorbraak had ze grotendeels te danken aan de Albanese diaspora in Europa. Ook de vervolgalbums Paraja en Dasma die in respectievelijk 2003 en 2004 verschenen, zetten het succes van de zangeres voort.
De jaren nadien focuste Stefa zich meer en meer op het popgenre en kende ze enkele hits met de nummers A po vjen me mue, Dasma, Me kapele karrocieri, Jam ëmbëlsire, Llokum, Adrese pa emër en Burre te martuar dashurova.
De volgende jaren was het wat stiller rond Stefa tot ze in 2009 weer volop in de aandacht kwam met de videoclip van haar lied Mall. De kritieken op de clip luidden dat de video te erotisch zou zijn. Later dat jaar opende ze samen met haar manager Elisa Stefa de Rovena Club, een discotheek in Durrës.
In 2020 werd ze uitgekozen om Albanië te vertegenwoordigen op het Türkvizyonsongfestival 2020. Twee weken voor het festival zou plaatsvinden, trok ze zich terug en werd ze vervangen door Ilire Ismajli. Ze zou het liedje Zjarr zingen, wat Vuur betekent.

## Discografie

### Albums
- 2002: Bie dëborë
- 2003: Paraja
- 2004: Dasma
- 2006: Llokum
- 2008: Lum e lum

### Singles
- 2005: Mos thuaj (met Blero)
- 2007: Për një kafe (met Altin Shira)
- 2007: Xhelozia (met Duli)
- 2008: Potpuri popullore (met Shpat Kasapi)
- 2009: Rrofte Shqipja dhe Vata
- 2020: Zjarr